# Fall Braun
Schlacht um die Niederlande

Maastricht – Mill – Den Haag – Rotterdam – Zeeland – Grebbeberg – Afsluitdijk – Bombardierung von Rotterdam
Invasion von Luxemburg

Schusterlinie
Schlacht um Belgien

Fort Eben-Emael – K-W-Linie – Dyle-Plan – Hannut – Gembloux – Lys
Schlacht um Frankreich

Ardennen – Sedan – Maginot-Linie – Weygand-Linie – Arras – Boulogne – Calais – Dünkirchen (Dynamo – Wormhout) – Abbeville – Lille – Paula – Fall Rot – Aisne – Westalpen – Cycle – Saumur – Lagarde – Aerial – Fall Braun
Der Fall Braun war der Deckname für einen deutschen Plan vom Frühjahr 1940 für den Westfeldzug.
Der Fall Braun sah vor, mit einer deutsch-italienischen Streitmacht über die deutsch-französische Grenze nach Frankreich einzubrechen und entlang der Grenze zwischen Frankreich und der Schweiz in das Rhonetal vorzustoßen. Für die Durchführung dieses Unternehmens hatte Hitler dem italienischen Diktator Mussolini bei einem Treffen am 18. März 1940 am Brenner in Tirol vorgeschlagen, rund zwanzig italienische Divisionen nach Süddeutschland zu verlegen. Für diese Truppenverlegung wurden 20 bis 25 Tage veranschlagt.
Fall Braun war nicht über die Planung hinausgekommen, als Fall Gelb am 10. Mai 1940 begann. Fall Gelb bedeutete die Eroberung von Luxemburg, der Niederlande und Belgiens durch die Wehrmacht. Anfang Juni 1940 war Fall Gelb abgeschlossen und in seinem Verlauf war auch das nördliche Nordfrankreich in deutsche Hand gefallen. Mit dem nun geplanten Fall Rot sollte der Einbruch in das zentrale Frankreich jetzt von Nordfrankreich aus erfolgen. Fall Rot wurde dann ab dem 5. Juni 1940 erfolgreich durchgeführt. Eine stark verringerte Version von Fall Braun wurde dann noch, während Fall Rot ablief, nur mit deutschen Truppen durchgeführt. Dafür wurde die Heeresgruppe C angesetzt, die im Gegensatz zu den Heeresgruppen A und B, die den Fall Rot durchführten, nur über schwache Kräfte verfügte. Trotzdem gelang der Heeresgruppe C bei ihrem Angriff der Durchbruch durch die in den 1930er Jahren kostspielig erbaute Hauptverteidigungslinie Frankreichs gegen einen deutschen Angriff, die Maginot-Linie. Mit dem Beginn des Waffenstillstands zwischen Frankreich und Deutschland am 25. Juni 1940 endeten alle Kämpfe.